# Boniface Nduka
Boniface Nduka (ンドカ・ボニフェイス Nduka Boniface?), född 15 februari 1996 i Saitama prefektur, är en japansk fotbollsspelare.
Nduka började sin karriär 2018 i Mito HollyHock.